# 魏一恭
魏一恭（1492年—？），字道莊，號立峯，福建興化府莆田縣人，匠籍，明朝政治人物。

## 生平
嘉靖元年（1522年）壬午科福建鄉試第八十一名舉人。嘉靖八年（1529年）中式己丑科會試第一百三十四名，登第三甲第二十一名進士。为张璁门生，授温州府推官，历潮州府通判、撫州府同知，擢刑部员外郎，累官户部署郎中，二十二年六月升廣西按察司僉事、提調學校，轉浙江副使，历廣西按察使，三十一年十一月升山東右布政使，升广西左布政使，卒于官。

## 家族
曾祖魏基；祖父魏寧；父魏彤，母鄭氏。永感下。兄魏一正。